# Iglesia de Nuestra Señora de las Nieves (Miravete de la Sierra)
La iglesia de Nuestra Señora de las Nieves en Miravete de la Sierra (Provincia de Teruel, España) es un edificio gótico-renacentista del siglo XVI, exactamente de 1574, construido totalmente en sillar perfectamente escuadrado y que consta de dos volúmenes claramente diferenciados: el cuerpo de la iglesia y la torre campanario. 
La iglesia consta de cabecera poligonal y nave única de tres tramos con una serie de capillas laterales entre los contrafuertes, todo ello cubierto por medio de bóvedas de crucería estrellada. La estructura interior es muy sencilla y los paramentos murales sólo se ven interrumpidos por las embocaduras de las capillas laterales y los vanos de iluminación, abiertos todos ellos en arcos de medio punto. 
Interiormente destaca la decoración barroca clasicista (1802) que en forma de pinturas murales y estucos recorre toda la nave. 

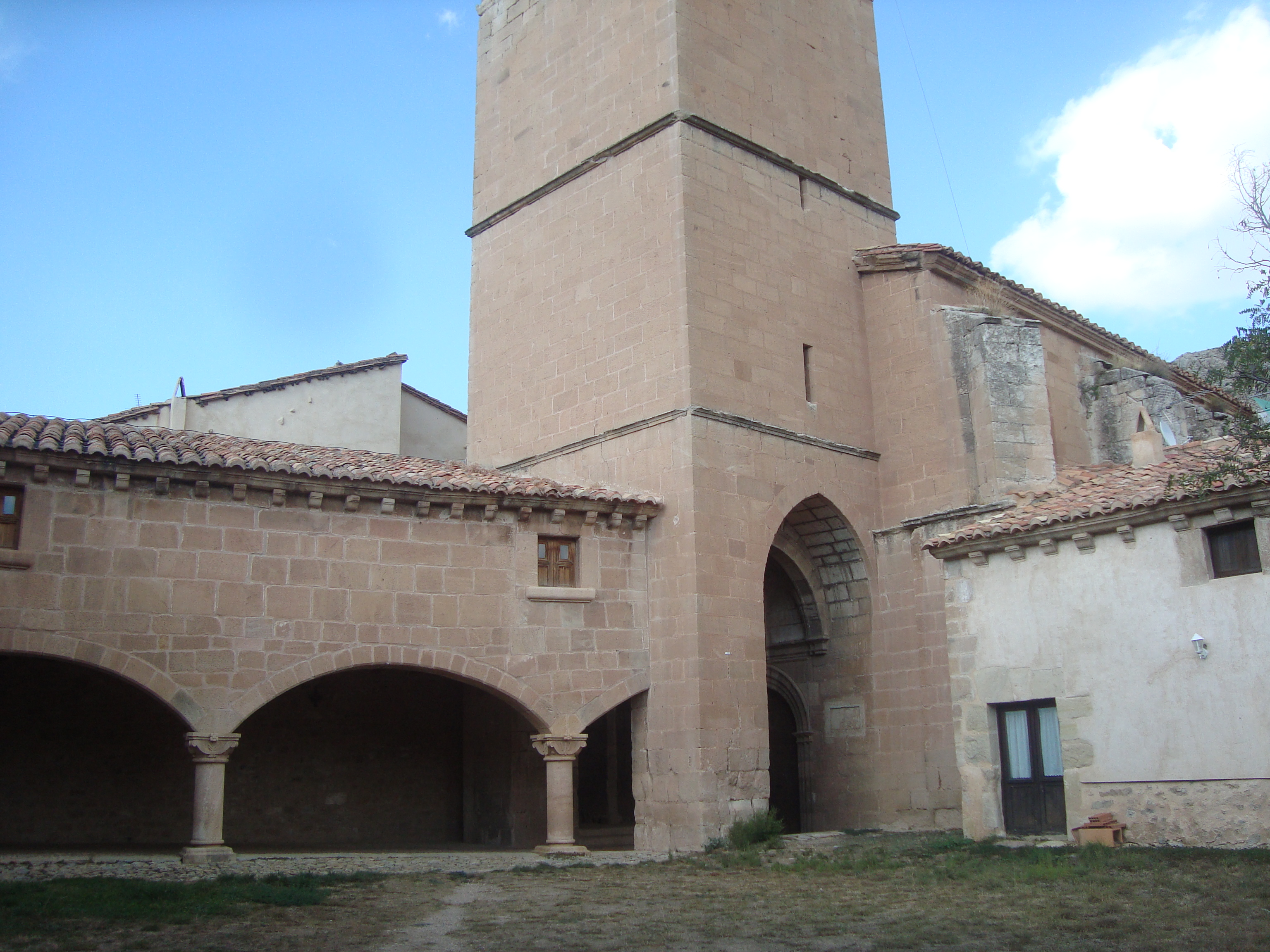
Iglesia de Nuestra Señora de las Nieves

Por otro lado, la torre situada a los pies del edificio presenta cuatro cuerpos, siendo los tres primeros de planta cuadrada y cerrados y el último octogonal y abierto, ya que cumple la función de cuerpo de campanas. Además cuenta con un chapitel cónico como remate. En su parte inferior un pórtico cobija la portada clasicista y da acceso, por el lado opuesto, a la lonja y a la casa consistorial.